# Nội chiến Sierra Leone
Cuộc Nội chiến Sierra Leone (1991-2002) bắt đầu vào ngày 23 tháng 3 năm 1991 khi Mặt trận thống nhất cách mạng  (Revolutionary United Front - RUF), được hỗ trợ bởi các lực lượng đặc biệt của Mặt trận yêu nước quốc gia Liberia (National Patriotic Front of Liberia - NPFL) của tổng thống Charles Taylor, đã can thiệp vào Sierra Leone trong một nỗ lực nhằm lật đổ chính phủ của Joseph Momoh. Cuộc nội chiến đã kéo dài 11 năm, bao trùm cả nước, làm 50.000 người chết.
Trong năm đầu tiên của cuộc chiến, RUF đã kiểm soát những dải lãnh thổ lớn ở phía đông và phía nam Sierra Leone, nơi giàu có về kim cương. Sự phản ứng thiếu hiệu quả của chính phủ và việc bị mất ngành công nghiệp khai thác kim cương đã khiến Hội đồng lãnh đạo quốc gia lâm thời (National Provisional Ruling Council - NPRC) đảo chính quân sự vào tháng 4 năm 1992. Vào cuối năm 1993, Lực lượng vũ trang Cộng hòa Sierra Leone (Sierra Leone Army - SLA) đã thành công trong việc đẩy phiến quân RUF đến biên giới quốc gia với Liberia, nhưng RUF đã phục hồi và tiếp tục cuộc chiến. Tháng 3 năm 1995, Executive Outcomes (EO), một công ty tư nhân của Nam Phi chuyên cung cấp lính đánh thuê, đã được thuê để đánh bại RUF. Sierra Leon đã thành lập chính phủ dân sự thông qua bầu cử vào tháng 3 năm 1996, phiến quân RUF trốn thoát đã buộc phải ký hiệp ước hòa bình Abidjan. Dưới áp lực của Liên Hợp Quốc, chính phủ đã phải chấm dứt hợp đồng của họ với EO trước khi hiệp ước bắt đầu có hiệu lực và được thực thi.
Vào tháng 5 năm 1997, một nhóm những sĩ quan bất mãn của SLA đã tổ chức đảo chính và thành lập Hội đồng những lực lượng vũ trang giải phóng (AFRC) như là một chính phủ mới của Sierra Leone. RUF đã gia nhập với AFRC để chiếm Freetown trước sự chống cự không đáng kể. Chính phủ mới, được dẫn dắt bởi Johnny Paul Koroma, đã tuyên bố chiến tranh kết thúc. Một làn sóng cướp bóc, hãm hiếp, và giết người đã xuất hiện theo thông báo đó. Phản ứng trước khủng hoảng quốc tế nằm ngoài khả năng kiểm soát của chính phủ dân sự, lực lượng ECOMOG đã can thiệp và lấy lại Freetown nhân danh của chính phủ, tuy nhiên họ gặp nhiều khó khăn hơn để bình định những khu vực xa xôi.
Vào tháng 1 năm 1999, các lãnh đạo trên thế giới đã can thiệp ngoại giao để thúc đẩy đàm phán giữa RUF và chính phủ. Hiệp ước hòa bình Lome, được ký vào 27 tháng 3 năm 1999, là kết quả. Lome đã cho Foday Sankoh, chỉ huy của RUF, chức phó tổng thống và quyền kiểm soát các mỏ kim cương của Sierra Leone cho việc tái đình chiến và sự triển khai của lực lượng gìn giữ hòa bình Liên Hợp Quốc để thực thi tiến trình giải trừ quân bị. RUF tuân thủ tiến trình giải trừ quân bị một cách chậm chạp và không tương xứng, và vào tháng 5 năm 2000, quân nổi dậy tiến hành phiêu lưu một lần nữa với Freetown. Khi nhiệm vụ của Liên Hợp Quốc đã bắt đầu thất bại, Vương quốc Anh đã tuyên bố ý định can thiệp vào thuộc địa cũ và cũng là thành viên của Khối thịnh vượng chung này trong một nỗ lực nhằm hỗ trợ sự yếu kém của chính phủ của tổng thống Ahmad Tẹjan Kabbah. Với sự giúp đỡ từ một sứ mạng mới của Liên hiệp quốc và sự hỗ trợ không quân của Guinean, chiến dịch Palliser của vương quốc Anh cuối cùng đã đánh bại RUF, đồng thời lấy lại quyền kiểm soát Freetown. Vào 18 tháng 1 năm 2002, tổng thống Kabbah đã tuyên bố nội chiến ở Sierra Leone kết thúc.

## Nguyên nhân của cuộc chiến

### Lịch sử chính trị
Vào năm 1961, Sierra Leone đã gìành được độc lập cho mình từ Vương quốc Anh. Trong những năm tiếp theo kể từ khi thủ tướng đầu tiên của Sierra Leon, ngài Milton Margal, chết năm 1964, nền chính trị của quốc gia này đã ngày càng trở nên bất thường bởi tham nhũng, quản lý yếu kém, và bạo lực bầu cử dẫn đến một xã hội dân sự yếu kém, sự sụp đổ của hệ thống giáo dục, và, vào năm 1991, toàn bộ một thế hệ những thanh niên không hài lòng, những người đã chú ý đến lời kêu gọi của Mặt trận thống nhất cách mạng (RUF). Albert Margal, không giống như người anh em cùng mẹ khác cha Milton, đã không được coi là một nhà quản lý xã hội, thay vào đó là một công cụ thu lợi cho cá nhân, tự phóng đại bản thân và kể cả sử dụng quân đội để đàn áp những cuộc bầu cử đa đảng đe dọa kết thúc sự cai trị của ông ta.
Khi Slake Stevens tham gia vào chính trị năm 1968, Sierra Leone đã là một nền dân chủ lập hiến. Khi ông ta bước xuống, mười bảy năm sau, Sierra Leone đã là một quốc gia độc đảng. Luật của Steven, đôi khi được gọi là "17 năm dịch cào cào", cho thấy sự tàn phá và đồi bại của mọi tổ chức nhà nước. Quốc hội đã bị làm suy yếu, các thẩm phán đã bị mua chuộc, và kho bạc đã bị phá sản để cung cấp tài chính cho những dự án thú nuôi được hỗ trợ bởi những kẻ tay trong. Khi Stevens thất bại với đối thủ của mình, ông thường mượn nhà nước sử dụng hình phạt hoặc lưu đày.